# Jürgen Haller
Jürgen Haller (* 31. August 1961 in Augsburg) ist ein ehemaliger deutscher Fußballspieler und heutiger -trainer. Er ist der Sohn des ehemaligen deutschen Nationalspielers Helmut Haller.

## Karriere
Hallers Karriere im Herrenbereich begann in der Spielzeit 1979/80 beim FC Augsburg. Der Bayernligist wurde Meister in der Liga und erreichte das Finale der Deutschen Amateurmeisterschaft 1980. Im Endspiel unterlagen die Augsburger mit Haller als Spieler den Amateuren des VfB Stuttgart mit 0:1 Toren. Am 5. August 1980 debütierte er in der 2. Bundesliga. Er stieg mit dem FCA allerdings direkt wieder in die Bayernliga ab, es folgten Aufstieg und erneuter Abstieg. Nach dem zweiten Abstieg wurde der Wiederaufstieg nicht erreicht, und Haller wechselte 1984 zum Zweitligisten Blau-Weiß 90 Berlin. Mit den Berlinern spielte der Libero eine Saison in der 1. Bundesliga (1986/87). 1990 verließ er den Klub und spielte, nach einem kurzen Abstecher zum österreichischen Klub FC VOEST Linz, wieder für den FC Augsburg in der Bayernliga und Regionalliga Süd.
1996/97 stand er beim TSV Aindling unter Vertrag und trat danach seine erste Trainerstelle beim SV Mering an. 1999 entschied er sich, noch einmal als Spieler zu fungieren und ging zum TSV Schwaben Augsburg in die Oberliga Bayern. Vom 31. Spieltag bis Saisonende betreute er das Team als Trainer. Seine weiteren Trainerstationen waren unter anderem die DJK Gebenhofen-Anwalting, Conca D'oro und der FC Stätzling. Seit 2009 ist er wieder für Gebenhofen-Anwalting in der Kreisklasse tätig, wo er gelegentlich auch noch als Libero auf dem Platz steht.

## Statistik
| Liga          | Spiele (Tore) |
| ------------- | ------------- |
| Bundesliga    | 024 (0)       |
| 2. Bundesliga | 192 (4)       |
| Regionalliga  | 061 (0)       |
| Wettbewerb    |               |
| DFB-Pokal     | 017 (1)       |

## Privates
Jürgen Haller ist verheiratet. Sein Sohn Marco (nicht identisch mit Marco Haller) ist ebenfalls Fußballspieler.